# Campeonato Mundial de Lucha de 1969
El XXVI Campeonato Mundial de Lucha se celebró en Mar del Plata (Argentina) entre el 3 y el 10 de marzo de 1969 bajo la organización de la Federación Internacional de Luchas Asociadas (FILA) y la Federación Argentina de Lucha.

## Resultados

### Lucha grecorromana
| Evento  | Oro                       | Plata                        | Bronce                          |
| ------- | ------------------------- | ---------------------------- | ------------------------------- |
| 48 kg   | Gheorghe Berceanu Rumania | Rahim Aliabadi Irán          | Vladislav Kustov URSS           |
| 52 kg   | Firuz Alizadeh Irán       | Cornel Turturea Rumania      | Ivan Mijailishin URSS           |
| 57 kg   | Rustem Kazakov URSS       | An Chang-Young Corea del Sur | David Hazewinkel Estados Unidos |
| 62 kg   | Roman Rurua URSS          | Roland Svensson · Suecia     | Martti Laakso · Finlandia       |
| 68 kg   | Simion Popescu Rumania    | Sreten Damjanović Yugoslavia | Yuri Grigoriev URSS             |
| 74 kg   | Viktor Igumenov URSS      | Eero Tapio · Finlandia       | Matti Poikala · Suecia          |
| 82 kg   | Petar Krumov Bulgaria     | Omar Bliadze URSS            | Milan Nenadić Yugoslavia        |
| 90 kg   | Alexandr Yurkevich URSS   | Venko Tsintsarov Bulgaria    | Nicolae Neguţ Rumania           |
| 100 kg  | Nikolai Yakovenko URSS    | Stefan Petrov Bulgaria       | Lennart Eriksson · Suecia       |
| +100 kg | Anatoli Roshchin URSS     | Wilfried Dietrich RFA        | Petar Donev Bulgaria            |

### Lucha libre
| Evento  | Oro                            | Plata                         | Bronce                      |
| ------- | ------------------------------ | ----------------------------- | --------------------------- |
| 48 kg   | Ebrahim Yavadi Irán            | Roman Dmitriyev URSS          | Akihiko Umeda Japón         |
| 52 kg   | Richard Sanders Estados Unidos | Mohamad Gorbani Irán          | Tariyel Alibegashvilir URSS |
| 57 kg   | Tadamichi Tanaka Japón         | Donald Behm Estados Unidos    | Abutaleb Talebi Irán        |
| 62 kg   | Takeo Morita Japón             | Shamsedin Seyed-Abasi Irán    | Zagalav Abdulbekov URSS     |
| 68 kg   | Abdolah Movahed Irán           | Eniu Valchev Bulgaria         | Nodar Jojashvili URSS       |
| 74 kg   | Zarbeg Beriashvili URSS        | Wayne Wells Estados Unidos    | Seiji Yamagata Japón        |
| 82 kg   | Fred Fozzard Estados Unidos    | Nojiri Shuichi Japón          | Mayid Kazemi Irán           |
| 90 kg   | Boris Gurevich URSS            | Rusi Petrov Bulgaria          | Henk Schenk Estados Unidos  |
| 100 kg  | Shota Lomidze URSS             | Larry Kristoff Estados Unidos | Vasil Todorov Bulgaria      |
| +100 kg | Alexandr Medved URSS           | Osman Duraliev Bulgaria       | Abolfazl Anvari Irán        |

## Medallero
| Núm. | País           | Oro | Plata | Bronce | Total |
| ---- | -------------- | --- | ----- | ------ | ----- |
| 1    | URSS           | 10  | 2     | 6      | 18    |
| 2    | Irán           | 3   | 3     | 3      | 9     |
| 3    | Estados Unidos | 2   | 3     | 2      | 7     |
| 4    | Japón          | 2   | 1     | 2      | 5     |
| 5    | Rumania        | 2   | 1     | 1      | 4     |
| 6    | Bulgaria       | 1   | 5     | 2      | 8     |
| 7    | Suecia         | 0   | 1     | 2      | 3     |
| 8    | Finlandia      | 0   | 1     | 1      | 2     |
| 8    | Yugoslavia     | 0   | 1     | 1      | 2     |
| 10   | RFA            | 0   | 1     | 0      | 1     |
| 10   | Corea del Sur  | 0   | 1     | 0      | 1     |
|      | TOTAL          | 20  | 20    | 20     | 60    |